# Paray-sous-Briailles
Paray-sous-Briailles település Franciaországban, Allier megyében. Lakosainak száma 615 fő (2022. január 1.). Paray-sous-Briailles Créchy, Loriges, Marcenat, Saint-Pourçain-sur-Sioule és Varennes-sur-Allier községekkel határos.

## Népesség
A település népességének változása:
| Lakosok száma | 570  | 529  | 495  | 608  | 644  | 634  | 633  | 623  | 618  | 615  |
|               | 1968 | 1982 | 1990 | 2006 | 2013 | 2015 | 2017 | 2019 | 2020 | 2022 |